# Apollo (Stravinsky)

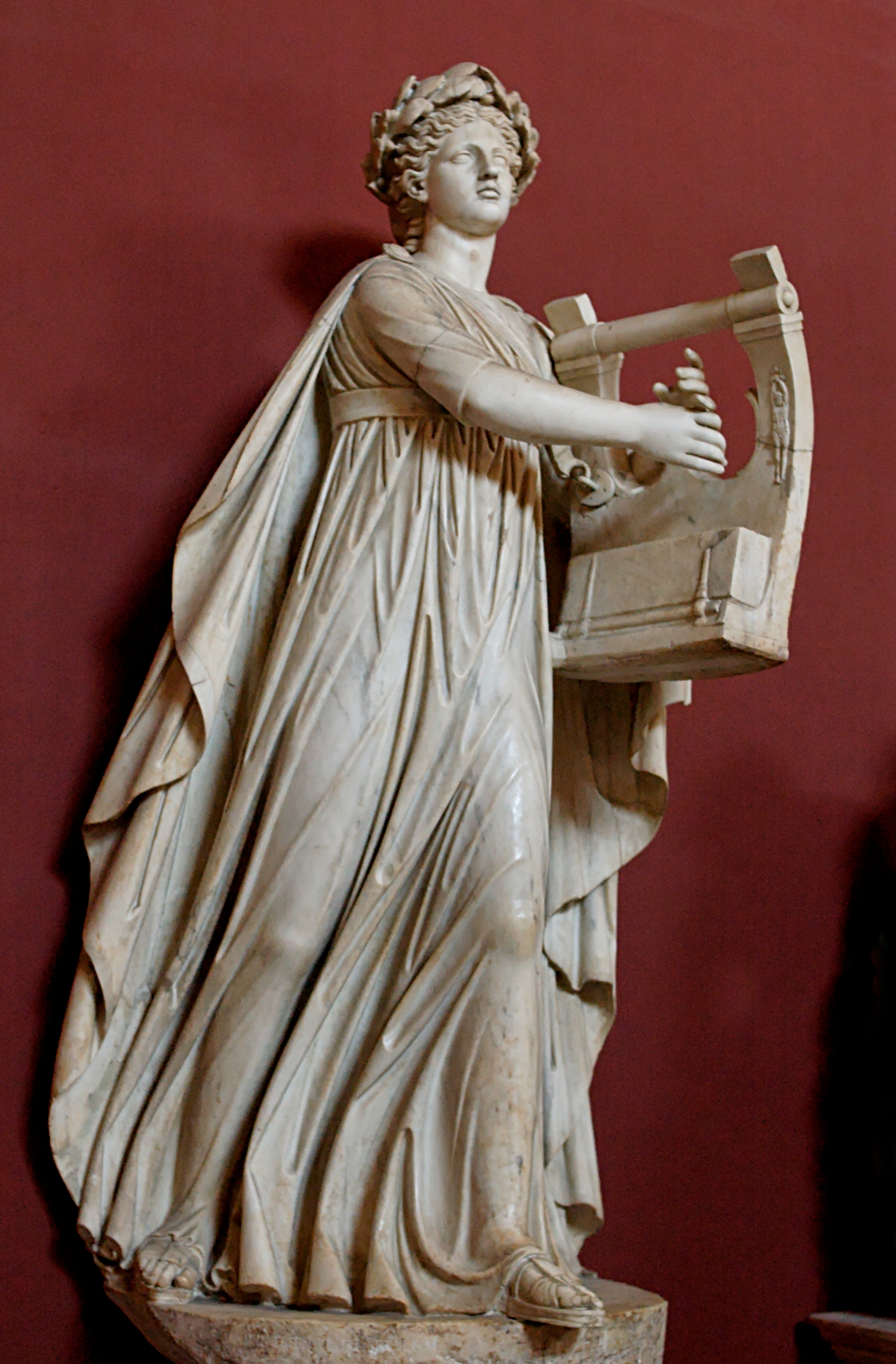
Apollon musagète

Apollo (ook Apollon musagète, 'Apollo, aanvoerder der muzen') (W57) is een ballet in twee scènes voor strijkorkest van Igor Stravinsky, geschreven in Nice tussen juli 1927 en januari 1928. Het werk werd voor het eerst uitgevoerd in de Library of Congress te Washington op 27 april 1928. De Europese première volgde bijna twee maanden later onder leiding van de componist in het Théâtre Sarah-Bernhardt te Parijs.
Apollo werd geschreven in opdracht van de Elizabeth Sprague Coolidge Foundation, met als enig beperking het aantal dansers (12) en de duur (maximaal 30 minuten).
Stravinsky koos als hoofdthema Apollo, de leider van de muzen, waarvan hij er drie voor zijn ballet koos: Kalliope (muze van het heroïsche epos), Polyhymnia (muze van de mimische kunst) en Terpsichore (muze van de dans en de lyrische poëzie). Het moest een werk worden zonder grote contrasten, behalve de contrasten in dynamiek, en zonder grote emoties, een 'wit ballet' zoals Stravinsky het noemde. Juist die afwezigheid van heftige emoties geeft Apollo zijn kenmerkend serene karakter.
Het echte onderwerp was volgens Stravinsky (Dialogues) de verskunst, misschien iets willekeurigs en kunstmatigs voor de meeste mensen, maar voor hem was kunst willekeurig en moest het kunstmatig zijn. De ritmische basispatronen in Apollo zijn jambisch (gepunteerd: lang-kort, lang-kort) en de individuele dansen zijn er het omgekeerde van (omgekeerd gepunteerd of lombardisch: kort-lang kort lang). Apollo is, zei Stravinsky, een eerbetoon aan de Franse 17e eeuw, en, met zijn muzikale alexandrijnen, in het bijzonder aan Jean Racine.
De proloog toont de geboorte van Apollo, waarna een reeks volgt van allegorische dansen voor Apollo en de drie muzen waarbij Apollo hen de attributen schenkt die bij hen horen en ze uiteindelijk naar de Parnassus leidt. 
Het werk heeft de volgende indeling:
- Premier Tableau (prologue)
  - Naissance d'Apollon
- Second Tableau
  - Variation d'Apollon (Apollon et les muses)
  - Pas d'action (Apollon et les muses: Calliope, Polymnie et Terpsichore)
  - Variation de Calliope (l'Alexandrin)
  - Variation de Polymnie
  - Variation de Terpsichore
  - Variation d'Apollon
  - Pas de deux (Apollon et Terpsichore)
  - Coda (Apollon et les muses)
  - Apothéose

## Oeuvre
Zie het Oeuvre van Igor Stravinsky voor een volledig overzicht van het werk van Stravinsky.

## Geselecteerde discografie
- Igor Stravinsky's eigen opname met het Columbia Symphony Orchestra, in de 'Igor Stravinsky Edition' in het deel 'Ballets – Vol. II' (2cd's Sony Classical SM3K 46 292)
- Apollo (samen met Le Sacre du Printemps), City of Birmingham Symphony Orchestra o.l.v. Simon Rattle (EMI CDC 7 49636 2)
- Apollo (samen met: Concerto in D for String Orchestra en Cantata), Stockholm Chamber Orchestra (Apollo en Concerto in D for String Orchestra) en London Sinfonietta/London Sinfonietta Chorus (Cantata) o.l.v. Esa-Pekka Salonen. Sony Classical SK 46 667.